# Tersias
Tersias är den tredje boken i författaren G.P. Taylors fantasyserie som började med boken Skuggornas besvärjare. Den andra boken är Nemorensis. Fantasyserien är skriven för ungdomar och berättelsen har en kristen grund, likt C.S. Lewiss böcker ur Narnia-serien.